# Magyar építészpárosok listája
Magyar építészpárosok alatt azokat a magyar építészeket értik, akik életük jelentős, több éven át tartó részében közösen terveztek épületeket. A kifejezés nem feltétlenül vonatkozik egy építész és egy kivitelező hosszan tartó kapcsolatára, noha ilyenre is volt példa.

## Magyar építészpárosok
- Bálint Zoltán és Jámbor Lajos
- Barát Béla és Novák Ede
- Baumgarten Sándor és Herczegh Zsigmond
- Báthory István és Klenovits Pál
- Böhm Henrik és Hegedűs Ármin
- Eberling Béla és Schodits Lajos
- Fischer József és Detoma Alfonz
- Gerster Károly és Frey Lajos
- Haász Gyula és Málnai Béla
- Hubert József és Móry Károly
- Hoepfner Guidó és Györgyi Géza
- Jánszky Béla és Szivessy Tibor
- Kármán Géza Aladár és Ullmann Gyula
- Komor Marcell és Jakab Dezső
- Korb Flóris és Giergl Kálmán
- Kós Károly és Zrumeczky Dezső
- Láng Adolf és Steinhardt Antal
- László Richárd és László Tivadar
- Lechner Ödön és Pártos Gyula
- Löffler Béla és Löffler Samu Sándor
- Lukács Béla és Rácz Manó
- Malatinszky Elek és Skacel József
- Mészner Sebestyén és Arndt Dezső
- Miakits Károly és Szabó Jenő
- Miklós Ede és Wirth Ferenc Nándor
- Nagy Izsó és Benedict Gyula
- Nay Rezső Rudolf és Strausz Ödön
- Olgyay Aladár és Olgyay Viktor
- Orth Ambrus és Somló Emil
- Szabolcs Ferenc és Papp Gyula
- Révész Sámuel és Kollár József
- Román Miklós és Román Ernő
- Schickedanz Albert és Herzog Fülöp Ferenc
- Hikisch Lajos és Schubert Ármin
- Spiegel Frigyes és Weinréb Fülöp
- Szkalnitzky Antal és Koch Henrik
- Vágó László és Vágó József
- Vogel Jenő és Weidlinger Tibor

Nem magyar származású volt, de számos magyarországi épületet is tervezett Ferdinand Fellner és Hermann Helmer.